# Porte Maillot

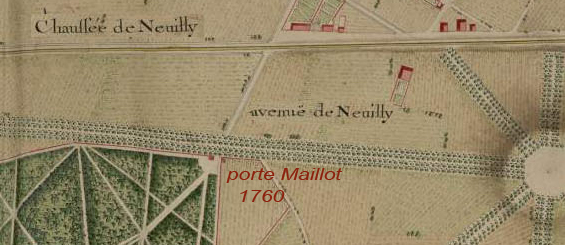
Ilustração da Porte Maillot em 1760.

A Porte Maillot, também chamada de porte de Neuilly, é uma das vias de acesso ao parque "Bois de Boulogne", em Paris. Situada no centro do Axe historique e paralela à Avenue de Neuilly, faz a ligação entre o Boulevard périphérique de Paris, a Praça Charles de Gaulle e a região de La Défense.